# Leucochrysa (Nodita) alternata
Leucochrysa (Nodita) alternata is een insect uit de familie van de gaasvliegen (Chrysopidae), die tot de orde netvleugeligen (Neuroptera) behoort. 
Leucochrysa (Nodita) alternata is voor het eerst wetenschappelijk beschreven door Navás in 1913.